# 넬슨 리
넬슨 리(Nelson Lee, 1975년 10월 16일 ~ )는 캐나다의 TV 사회자, 연극 배우, 영화배우, 영화 감독, 텔레비전 배우이다.
넬슨 리는 1975년 10월 16일 대만 타이베이에서 태어나 캐나다에서 자랐다. 1993년 세인트 존 고등학교를 졸업 후 토론토 대학교에서 경영학과 철학을 전공했으며 뉴욕의 미국 드라마틱 아트 아카데미에서 공부했다.

## 방송
- 텐 데이즈 인 더 밸리
- 블레이드

## 영화
- 시빌 워: 분열의 시대 (2024년) - 토니 역
- 뮬란 (2020년 영화) (2020년) - 승상 역
- 사이렌서 (1966년)
- FBI (1965년)
- 연인이여 돌아오라 (1961년)
- 오션스 일레븐 (1960년)
- 보난자 (1959년)
- 천 개의 언덕 (1959년)
- 바머스 B-52 (1957년)
- 페리 메이슨 (1957년)
- 저것이 파리의 등불이다 (1957년)
- OK 목장의 결투 (1957년)
- 우정어린 설득 (1956년)
- 홈 타운 스토리 (1951년)
- 아톰 맨 대 슈퍼맨 (1950년)
- 슈퍼맨 - 48년작 (1948년) - 조엘 역
- 래시의 아들 (1945년)
- 이츠 어 프레저 (1945년)
- 더 화이트 클리프스 오브 도버 (1944년)
- 리턴 오브 더 뱀파이어 (1944년)
- 미트 미스 바비 삭스 (1944년)
- 잼 세션 (1944년)
- 폴로우 더 보이즈 (1944년)
- 콜벳 K-225 (1943년)
- 래시 집에 오다 (1943년)